# البويضة (الهرمل)
البويضة أو بويضه هي إحدى القرى اللبنانية من قرى قضاء الهرمل في محافظة بعلبك الهرمل.